# Mgarr (fáze)

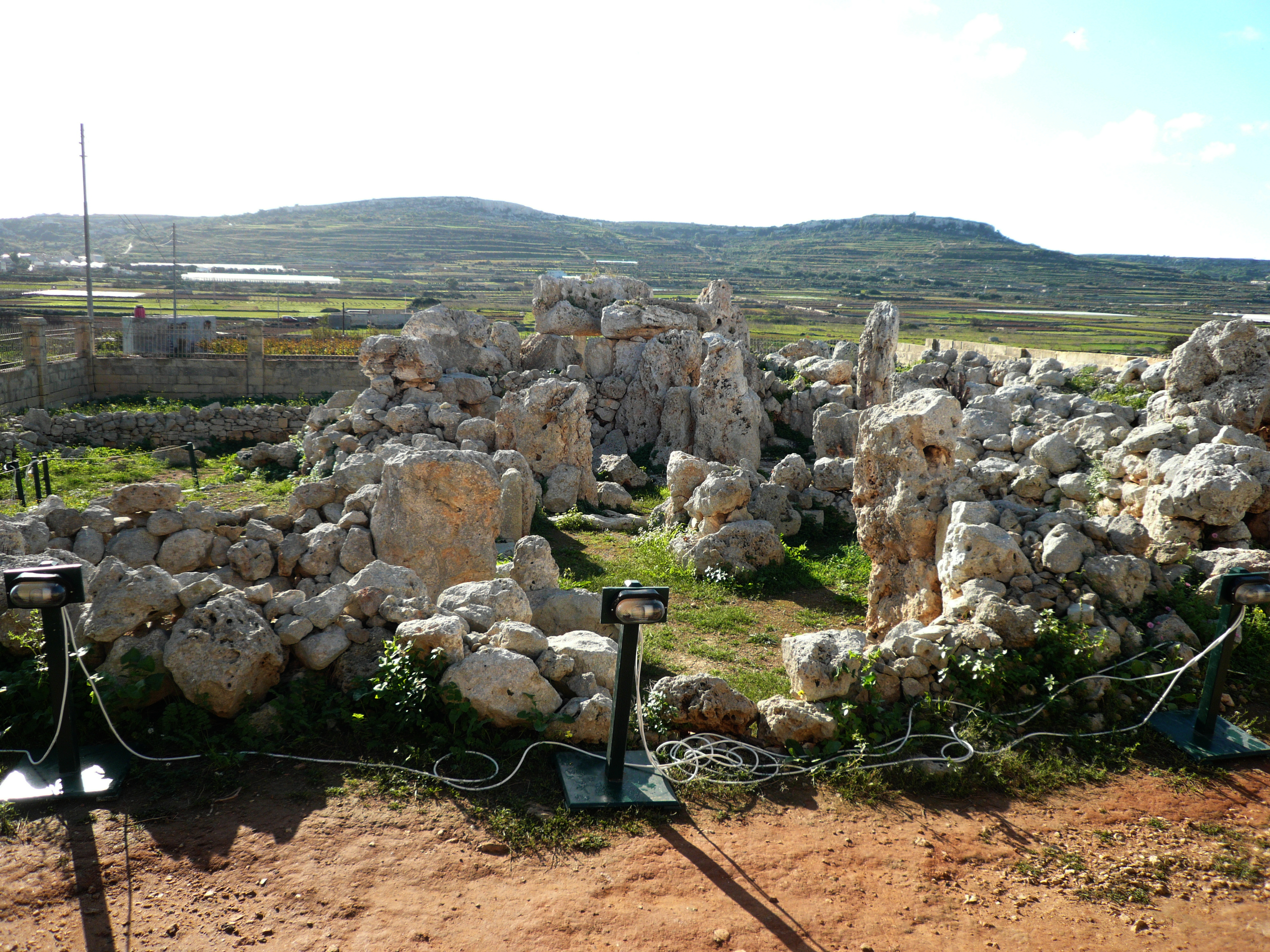
Pozůstatky chrámu Ta' Ħaġrat

Jako archeologoická fáze Mgarr (podle osady Mġarr) se na Maltě nazývá doba od přibližně 3800 př. n. l. do 3600 př. n. l. Zde vzniklá kultura se připisuje nové vlně přistěhovalců, spřízněné s kulturou San Cono/Piano Notaro na Sicílii, kteří zde žili a samostatně se vyvinuli kolem 500 let – včetně období fáze Mgarr, vyznačujícího se hlavně vlastní specifickou keramikou. Až v následujícím období dochází k extenzivnímu budování megalitických chrámů.